# Arethusana mediofasciata
Arethusana mediofasciata är en fjärilsart som beskrevs av Ribbe 1909. Arethusana mediofasciata ingår i släktet Arethusana och familjen praktfjärilar. Inga underarter finns listade i Catalogue of Life.